# 乌兰吐莱泡子
乌兰吐莱泡子也作乌兰吐南湖，是一个位于中国内蒙古自治区通辽市科尔沁左翼后旗阿古拉镇境内的内流盐湖，地处阿古拉镇政府驻地以南约16千米，《中国湖泊志》附录中记录本湖为“无名湖”，湖长2.3千米，最大宽1.2千米，平均宽0.8千米，面积1.9平方千米。乌兰吐莱泡子属于蒙新高原区。它的一级流域为内流区诸河，二级流域为内蒙古内流区。
2019年科尔沁左翼后旗人民政府公布的河湖管理范围划定成果，乌兰吐莱泡子面积为4.07平方千米。
根据2020年公布的科左后旗河湖长名单，乌兰吐莱泡子苏木镇级湖长为阿古拉镇农村综合执法局局长，村级湖长为道日苏嘎查党支部书记。